# Impatiens henslowiana
Impatiens henslowiana är en balsaminväxtart som beskrevs av George Arnott Walker Arnott. Impatiens henslowiana ingår i släktet balsaminer, och familjen balsaminväxter. Inga underarter finns listade i Catalogue of Life.